# Сан Огастин (Тексас)
Сан Огастин (енгл. San Augustine) град је у америчкој савезној држави Тексас. По попису становништва из 2010. у њему је живело 2.108 становника.

## Демографија
Према попису становништва из 2010. у граду је живело 2.108 становника, што је 367 (14,8%) становника мање него 2000. године.
| Група             | 2000.         | 2010.         |
| Белци             | 894 (36,1%)   | 767 (36,4%)   |
| Афроамериканци    | 1.434 (57,9%) | 1.092 (51,8%) |
| Азијати           | 17 (0,7%)     | 9 (0,4%)      |
| Хиспаноамериканци | 127 (5,1%)    | 221 (10,5%)   |
| Укупно            | 2.475         | 2.108         |